# Sinologie
Sinologia este știința care se ocupă cu studiul istoriei, limbii și culturii chineze.

## Listă de sinologi
- Carl A. Trocki, istoric australian